# Louis Pirard
Henri Louis Joseph Pirard (Verviers, 2 maart 1868 - Luik, 15 september 1948) was een Belgisch politicus van de POB.

## Levensloop
Louis Pirard, zoon van een bankbediende, volgde lager onderwijs aan het collège Sainte Marie-Thérèse in Herve en humaniora aan het Koninklijk Atheneum van Verviers. Pirard promoveerde tot doctor in de rechten en schreef hij zich als advocaat in aan de balie van Verviers, waar hij in 1917 stafhouder was. Hij specialiseerde zich in arbeidsrecht en verdedigen van arbeiders. Tezelfdertijd was hij docent algemene sociologie en criminologie aan de Université du Travail in Charleroi, gaf hij moraal in verschillende normaalscholen in Henegouwen en doceerde hij filosofie en rechten aan de Université Nouvelle in Brussel.
In Verviers militeerde Pirard voor de Belgische Werkliedenpartij, waar hij van de zeldzame figuren met een universitair diploma was. Hij was betrokken bij verschillende socialistische studiekringen in de agglomeratie en werkte vanaf 1899 mee aan de socialistische krant La Voix du Peuple. In 1902 werd hij verkozen tot gemeenteraadslid van Verviers, een functie die hij vervulde tot in 1927. Van 1910 tot 1927 was hij er schepen van Openbaar Onderwijs.
In mei 1904 werd Pirard verkozen tot socialistisch volksvertegenwoordiger voor het arrondissement Verviers, een ambt dat hij bekleedde tot hij in 1913 ontslag nam uit de Kamer. Het jaar nadien werd hij opnieuw verkozen en ditmaal bleef hij volksvertegenwoordiger tot in 1921. In de Kamer intervenieerde hij vooral in de debatten over de begroting voor het departement arbeid en nijverheid en ijverde hij voor de creatie van werkloosheidskassen in de gemeente, waarbij hij er bij de minister van Arbeid op aandrong om zich hierover te bekommeren. In november 1921 werd hij voor hetzelfde arrondissement rechtstreeks gekozen senator, wat hij bleef tot in mei 1927. In de Senaat stelde hij in 1925 een amendement voor dat voorzag in subsidies voor de bouw van bejaardentehuizen, weeshuizen en materniteiten. In mei 1927 nam Pirard ontslag uit de Senaat vanwege zijn benoeming tot gouverneur van de provincie Luik. Hij vervulde dit ambt tot in april 1937 en moest toen aftreden door de pas ingestelde leeftijdsgrens van 67 jaar.
Pirard was tevens actief in de wallingantische organisaties. Hij was beschermend lid van de Ligue wallonne en van 1913 tot 1914 lid van de Comité d'Action wallonne in Verviers. Hij werd in 1919 ook lid van de Ligue wallonne voor het arrondissement Verviers en werd vanuit Verviers afgevaardigd naar de Assemblée wallonne (1912-1914 - 1919-1923). In 1945 nam hij nog deel aan het Waals Nationaal Congres in Luik.